# ICAR
iCar Ecological Technology Co., Ltd., handlas som iCar (stiliserat som iCAR), är ett dotterbolag till den kinesiska fordonstillverkaren Chery. Varumärket iCar etablerades som ett elfordon varumärke i april 2023, efter flera tidigare användningar av varumärket av Chery. iCar startade försäljningen av sitt första fordon, iCar 03 SUV i februari 2024.

## Historik
iCar-märket har använts av Chery flera gånger innan det användes som ett fristående elbilsmärke. År 2007 användes iCar-namnet för en pickup truck. 2014 marknadsfördes plattformen som används av Chery Arrizo 7 som iCar. 2017 blev iCar ett "ekosystem"-varumärke som ägs av Chery. Tidigare användning av varumärket inkluderar ett digitalt ekosystem, tillsammans med online och offline direktförsäljning butiksnätverk som säljer Chery New Energy-fordon som Chery QQ Ice Cream. Chery eQ1 marknadsförs också som Caoa Chery iCar i Brasilien sedan augusti 2023.
Varumärket delades av till ett elbilsmärke i april 2023 på Auto Shanghai. "i"-logotypen för iCar designades av Cao Xue, skaparen av panda maskot under 2022 vinter-OS i Peking. Enligt Chery står "i" för intelligens, internet, innovation, individ, inspiration och information. Varumärket riktar sig till personer i åldern 25–35 som gör nya karriärer. På bilmässan debuterade märket med två bilar, iCar 03 och iCar GT sportbil koncept. Varumärket planerar att marknadsföra fyra produktserier som täcker MPV, stadsjeepar och sportbilar.
Förproduktionen av iCar 03 startade i juni 2023, och den kunde beställas från november 2023. Försäljningen av iCar 03 började den 28 februari 2024.

## Produkter

### Aktuella modeller
- iCar 03 (2024–nutid), kompakt SUV, BEV
- iCar V23 (kommande), kompakt SUV, BEV
- iCar X25 (kommande), kompakt offroad MPV, BEV/REEV

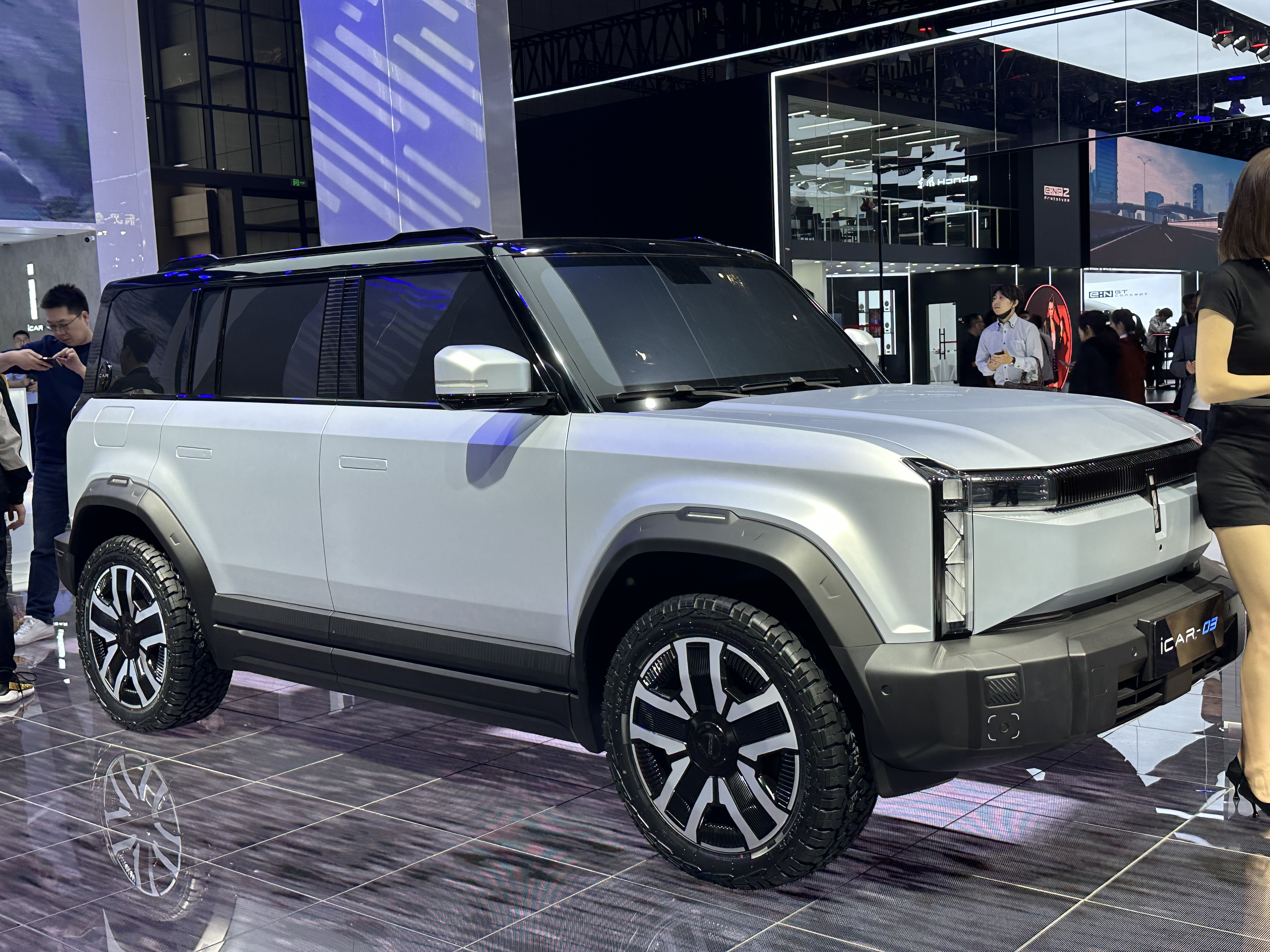
iCAR 03

### Konceptbil

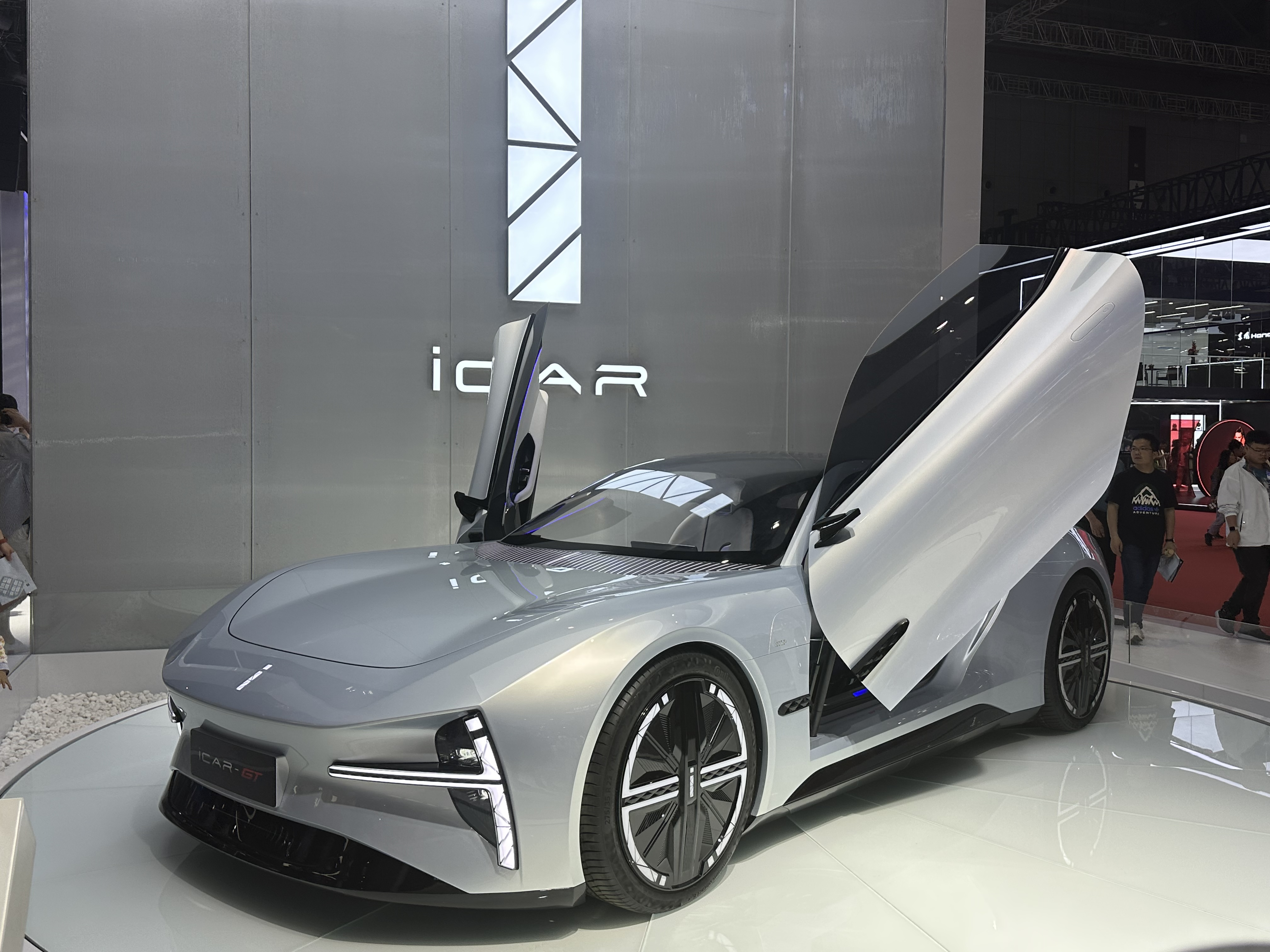
iCar GT

- iCar GT